# Arthur Willey
Arthur Willey (ur. 9 października 1867 w Scarborough, zm. 26 grudnia 1942 w Montrealu) – angielski zoolog.
Od 1881 uczęszczał do Woodhouse Grove School w Bradford, w 1887 wyjechał do Londynu, gdzie uczył się w University College. Podczas wakacji w 1889 przebywał w Mesynie, gdzie prowadził badania nad biologią lancetnika. Kontynuował te badania po powrocie do Londynu. W 1894 przedstawił rozprawę pt. Amphioxus and the Ancestry of the Vertebrates i na jej podstawie uzyskał tytuł doktora nauk przyrodniczych. W tym samym roku wyjechał z grupą naukowców z Uniwersytetu Columbia i Uniwersytetu w Cambridge do Indii Wschodnich przy Oceanie Spokojnym, gdzie uczestniczył w badaniach biologicznych nad fauną wodną, zwłaszcza nad gatunkiem z rodzaju Nautilus (mięczak z rzędu łodzików). Naukę kontynuował w Christ’s College na Uniwersytecie w Cambridge, gdzie studiował zoologię. Jednym z jego wykładowców był Andrew Balfour, który zainteresował Arthura Willeya historią naturalną. Od 1899 przez dwa lata był nauczycielem biologii w Guy Hospital w Londynie, a od 1902 do 1910 był dyrektorem Colombo Museum. W 1909 otrzymał stanowisko profesora Uniwersytetu McGilla w Montrealu i zajmował je do przejścia na emeryturę w 1932. Następnie wyprowadził się z żoną Constance do małej miejscowości u podnóża Gór Laurentyńskich i mieszkał tam do kwietnia 1940. Doznał wówczas rozległego udaru mózgu, w wyniku którego został częściowo sparaliżowany, utracił wzrok i władze umysłowe. Przebywał stale w szpitalu Royal Victoria w Montrealu, gdzie zmarł 26 grudnia 1942.
Arthur Willey należał do Royal Society of London, a jego badania naukowe zaowocowały przyjaźnią z George’em Parkerem Bidderem III, wybitnym brytyjskim biologiem. W 1925 opublikował swoje badania nad planktonem, po raz pierwszy użył też nazw dwóch gatunków widłonogów: Cyclops bissextilis i Cyclops languidulus.